# بهاره قادریان
بهاره قادریان (زاده ۲۰ اسفند ۱۳۷۱ - کرج) تکواندوکار اهل کشور ایران است.
از افتخارات وی می‌توان به مدال برنز پومسه انفرادی در مسابقات جهانی تکواندو ۲۰۱۰، مدال طلای پومسه تیمی در مسابقات جهانی تکواندو ۲۰۱۲ کلمبیا و مدال طلای پومسه تیمی در بازی‌های همبستگی کشورهای اسلامی ۲۰۱۳ اندونزی اشاره کرد.